# Somogy
Somogy és una província (megye) situada al sud-est d'Hongria. Fa frontera amb Croàcia i se situa entre el riu Drava i la part sud del llac Balaton. El comtat fa frontera amb els comtats hongaresos de Zala, Veszprém, Fejér, Tolna e Baranya. Somogy té una població de 335.237 habitants i una superfície de 6.036 km². La seva capital és Kaspovár.